# Eugeniusz Ślepecki
Eugeniusz Marcin Ślepecki (ur. 11 grudnia 1898 we Lwowie, zm. 19 kwietnia 1969 w Wolverhampton) – major piechoty Wojska Polskiego, przez władze emigracyjne w 1968 mianowany podpułkownikiem.

## Życiorys
Urodził się 11 grudnia 1898 we Lwowie. Był synem Jana. Po wybuchu I wojny światowej jako uczeń w wieku kilkunastu lat wstąpił do Legionów Polskich i służył w 4 pułku piechoty w szeregach III Brygady. U kresu wojny został przyjęty do Wojska Polskiego i brał udział w obronie Lwowa w trakcie wojny polsko-ukraińskiej. Uczestniczył w wojnie polsko-bolszewickiej. Został awansowany na stopień porucznika piechoty w korpusie oficerów zawodowych sanitarnych ze starszeństwem z dniem 1 czerwca 1919. W latach 20. był oficerem 51 pułku piechoty w garnizonie Brzeżany. Został awansowany na stopień majora piechoty ze starszeństwem z dniem 1 stycznia 1932. W 1932 był oficerem w Dowództwa Okręgu Korpusu Nr VI we Lwowie. Z dniem 8 czerwca 1933 został przeniesiony z DOK VI do 19 pułku piechoty we Lwowie na stanowisko dowódcy batalionu. W 1939 był II zastępcą dowódcy 26 Pułku Piechoty w Gródku Jagiellońskim.
Od 1937 do 1938 sprawował stanowisko prezesa zarządu klubu sportowego LKS Pogoń Lwów, w tym jego sekcji piłki nożnej.
Po wybuchu II wojny światowej 1939 podczas kampanii wrześniowej był dowódcą batalionu marszowego 26 pułku piechoty oraz uczestniczył w obronie Lwowa jako dowódca wschodniego odcinka obrony. Po agresji ZSRR na Polskę z 17 września 1939 został aresztowany przez Sowietów i wywieziony do ZSRR. Był więziony w łagrach. Na mocy układu Sikorski-Majski z 30 lipca 1941 odzyskał wolność, po czym wstąpił do formowanej Armii Polskiej w ZSRR gen. Władysława Andersa. Został pierwszym dowódcą 6 dywizyjnego batalionu strzeleckiego „Dzieci Lwowskich”, 15 kwietnia 1942 przemianowanego na 6 dywizjon rozpoznawczy „Dzieci Lwowskich”. Stanowisko pełnił do 8 października 1942. W 1968 roku został awansowany na podpułkownika.
Zmarł 19 kwietnia 1969 w Wolverhampton w Wielkiej Brytanii.

## Ordery i odznaczenia
- Krzyż Niepodległości (24 października 1931)[18]
- Krzyż Walecznych[9]
- Srebrny Krzyż Zasługi (10 listopada 1928)[19][9]